# Alekszej Nyikolajevics Romanov orosz nagyherceg
Alekszej Nyikolajevics Romanov nagyherceg (oroszul: Алексей Николаевич Романов; Peterhof, 1904. július 30./augusztus 12. – Jekatyerinburg, 1918. július 16./17.), orosz trónörökös nagyherceg, cárevics, II. Miklós orosz cár és Alekszandra Fjodorovna cárné egyetlen fia. 1918. július 16-áról 17-re virradóra a bolsevikok agyonlőtték őt és családját Jekatyerinburgban. Az orosz ortodox egyház 2000-ben szentté avatta őket.

## Családja és származása
Alekszej nagyherceg 1904. augusztus 12-én, délután negyed kettőkor, az orosz–japán háború alatt jött világra Szentpétervár közelében. Születését az egész ország várta, hiszen a cárnak addig négy leánya született, de fia egy sem. 1904. szeptember 3-án keresztelték meg a Peterhof palota kápolnájában; keresztszülei Alekszej Alekszandrovics nagyherceg, IX. Keresztély dán király, VII. Eduárd brit király és II. Vilmos német császár lettek. Teljes címe a trónörökös, cárevics és nagyherceg volt (oroszul: Наследник-Цесаревич и Великий Князь). Családja azonban csak „Baby”-nek, „Sunshine”-nak, Aljosának vagy Ljoskának becézte.

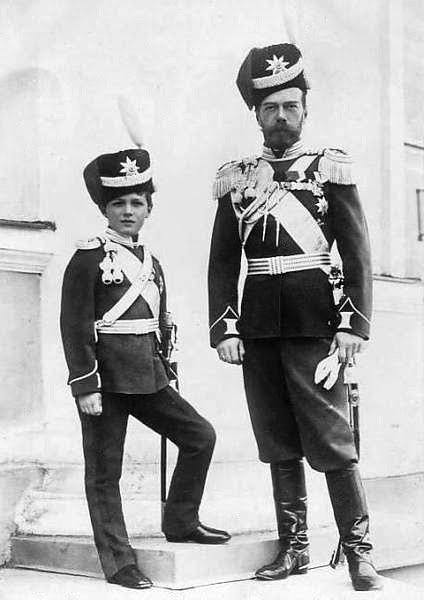
Alekszej cárevics és II. Miklós cár (1914 körül)

Alekszej nagyherceg édesapja II. Miklós cár, édesanyja a német származású Alekszandra Fjodorovna cárné (született Alix hessen-darmstadti hercegnő) volt. Négy nővére, Olga, Tatyjana, Marija és Anasztaszija közül a cárevics Anasztaszijához állt a legközelebb.
Alekszej oktatását hamar elkezdték, a cári család igyekezett a lehető legjobb tanítókat biztosítani számára. Orosz irodalomra és nyelvtanra Pjotr Vasziljevics Petrov, a katonai kiképzőintézet egyik tisztje oktatta. Később Alekszej franciául is elkezdett tanulni nővérei tanárától, Pierre Gilliard-tól. Mindkettejükkel szoros kapcsolatot ápolt, a tanítók emlékezete fontos adalékot képez a cári család történelmében. Petrov 1917 után már nem állt a család szolgálatában, de levelezett a cáreviccsel; ezek a levelek fényképek, rajzok és egyéb személyes tárgyak kíséretében ma az orosz állami archívumban találhatóak. Pierre Gilliard könyvet is írt a cári családnál töltött éveiről, ezt Tizenhárom év az orosz cári udvarban címmel adta ki.

A cárevics születésétől kezdve részt vett a nyilvános megjelenéseken édesapja oldalán. A Sándor-palotában, édesapja dolgozószobájában külön íróasztalt tartottak fenn a számára, hogy részt vehessen a meghallgatásokon és találkozókon, melyek egy uralkodó elmaradhatatlan kötelességei közé tartoztak.
Miután fény derült arra, hogy Alekszej vérzékenységben szenved, a szülei a Cári Haditengerészettől két tengerészt, Nargonyt és Gyerevenkót bíztak meg azzal, hogy felügyeljék a nagyherceget. Nargony és Gyerevenko bensőséges kapcsolatot alakítottak ki Alekszejjel, akárcsak a családi orvos, Dr. Botkin fia.

## Vérzékenysége
Alekszej nagyherceg egészséges, erős gyermeknek született, amit Pierre Gilliard is megemlített emlékirataiban: 

Azonban nem sokkal a születése után kiviláglott, hogy Alekszej örökölte édesanyjától a vérzékenységet okozó géneket. A vérzékenység jelentkezett a család más tagjainál is, így például Frigyes hessen-darmstadti herceg, Alekszandra Fjodorovna bátyja ennek következtében halt meg, illetve Irén hessen-darmstadti hercegnő egyik fia is ebben szenvedett. A vérzékenység vagy hemofília következtében a vér csak nagyon lassan alvad meg, így bármilyen külső és belső sérülés végzetes következményekkel járhat. A beteg ízületeinél gyakran keletkezhetnek bevérzések, amelyek a rettenetes fájdalom mellett akár bénulást is eredményezhetnek.
A cári család megpróbálta eltitkolni a trónörökös betegségét, mivel attól tartottak, a többi ország bele akar majd avatkozni a trónutódlás kérdésébe. Alekszandra Fjodorovna cárné szinte minden idejét fiának szentelte, és óvta őt mindentől, ami vérzési rohamot idézhetett volna elő. Maga Alekszej megpróbált átlagos életet élni, amely azonban betegsége miatt nem sikerülhetett neki: 1913-ban például ölben kellett vinni a Romanov-család uralkodásának 300. évfordulóján, mivel akkoriban esett át élete egyik legerősebb rohamán.

A vérzékenység gyógyítása abban az időben lehetetlennek tűnt, így a cári család jóformán mindenhol a gyógyítás módját kutatta. Amikor a cárné bizalmasa és legjobb barátnője, egyben Alekszej egyik barátja, Anna Alekszandrovna Virubova bemutatta a cári családnak Grigorij Jefimovics Raszputyint, a cár és a cárné benne látta Alekszej megmentőjét. Raszputyin szent embernek vallotta magát, és a cári családdal való találkozása idején már jelentős hírnévre tett szert a szentpétervári arisztokrácia körében. Több nemesi család is a bizalmába fogadta, és a cári családból is akadtak pártfogói, például Pjotr Nyikolajevics nagyherceg és felesége. Ez a háttér csak megerősítette a család hitét Raszputyinban, aki hamar jelentős befolyásra tett szert a cárné felett.
Raszputyin azt állította magáról, hogy képes meggyógyítani Alekszejt. „Grigorij atya” vagy „Barátunk” hipnózisba ejtette Alekszejt, mikor a cárevicsnek rohamai voltak, s így a fájdalma enyhült; vérnyomása pedig lecsökkent, csökkentve ezáltal a vérzés erősségét és hosszúságát. Raszputyin azonban a folyamatot a saját, „Istentől kapott képességeként” tálalta a család előtt, akik mindent elhittek neki.

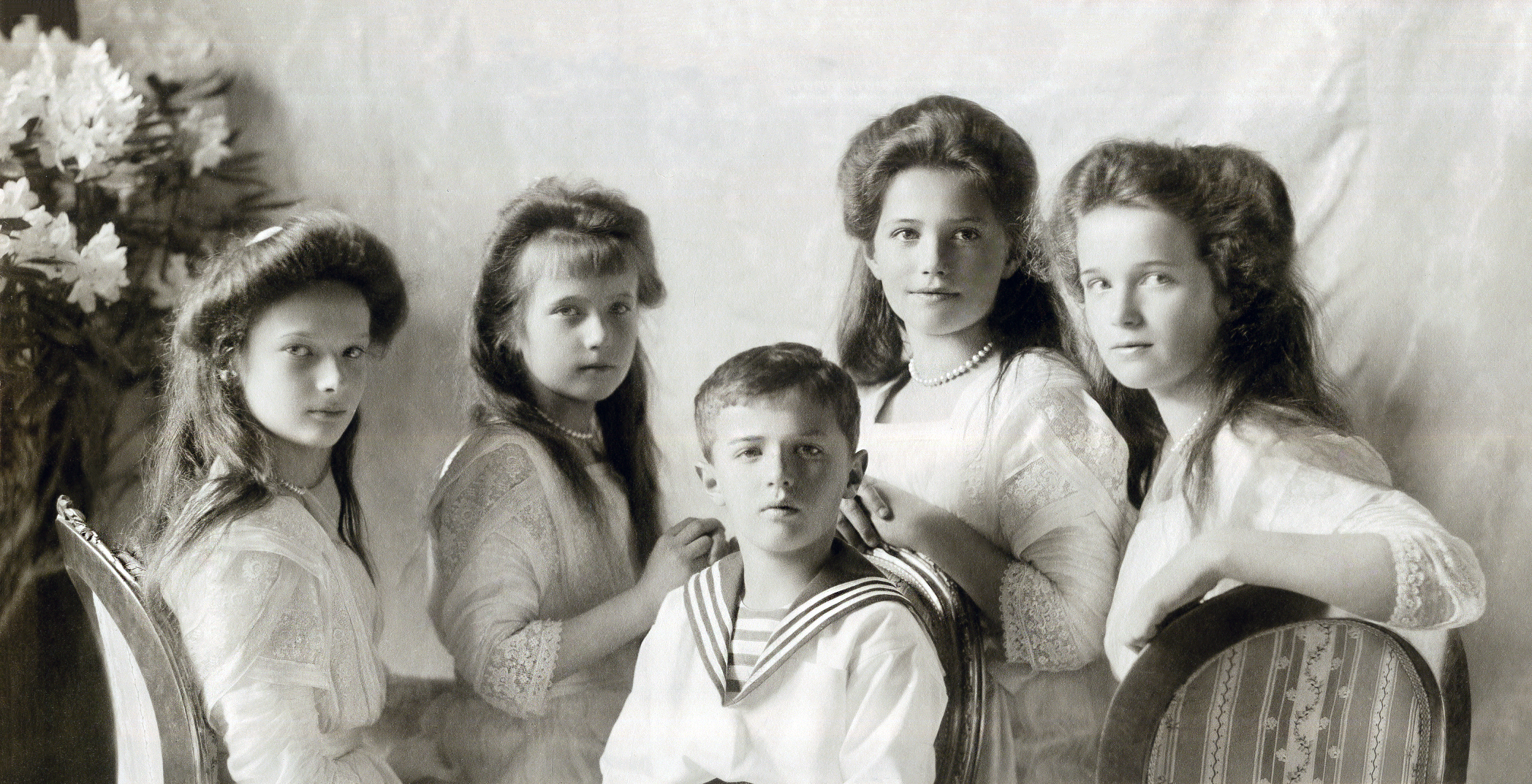
A cári gyermekek 1910-ben (balról jobbra: Tatyjana, Anasztaszija, Alekszej, Marija, Olga)

A Romanov-család és az oroszok többsége azonban úgy vélte, Raszputyin nem több egy csalónál, aki így akar hatalomhoz jutni. A cári család környezetéből számosan próbálták meg eltávolítani, sikertelenül. A Romanovok hitele Raszputyin hatására megszűnt, és ezt még csak tetézte az elvesztett orosz–japán háború, a levert forradalom és az első világháború. 1916-ban, a fővárosban Raszputyint brutálisan meggyilkolta Alekszej nagybátyja, Feliksz Felikszovics Juszupov herceg, unokatestvére és egyik legjobb barátja, Dmitrij Pavlovics nagyherceg, illetve más orosz nemesek. Az elkövetőket száműzték, Raszputyin tetemét pedig titokban eltemették, ám ennek nyilvánosságra kerülte hatalmas botrányt kavart.

## A világháború és következményei
1914-ben, az első világháború kitörése után nem sokkal II. Miklós maga vette át az orosz hadsereg főparancsnokságát. A cár Mogiljevben költözött, és Alekszej is vele tartott. 1916-ban tizedesi rangra emelték, míg édesanyja és nővérei a Vöröskereszt szolgálatában kórházakban dolgoztak ápolóként. 1917-ben, a forradalom kitörése hazaszólította a cárt és fiát, majd március 15-én II. Miklós maga és Alekszej nevében is lemondott az orosz trónról. Az Ideiglenes Kormány házi őrizetbe vette őket Szentpétervárott, azonban a család ekkor még semmiben sem szenvedett hiányt. Az októberi szocialista forradalommal szűnt meg ez az állapot: a bolsevik kormány rendelkezésére a cári családot Tobolszkba szállították, ahol a kormányzó házában szállásolták el őket.
Alekszej továbbra is rendszeres levelezést folytatott Petrovval és Anna Virubovával, illetve Gyerevenko is rendszeresen meglátogathatta, míg Nagornij vele tartott a fogságba is. 1918 elején Alekszej szándékosan lecsúszott a ház egyik lépcsőjén egy szánkóval, s heves vérzési rohamot kapott. Csak nagyon nehezen épült fel; áprilisban még nem volt szállítható állapotban, így nem tarthatott szüleivel és Marijával Jekatyerinburgba. A roham olyan súlyos volt, hogy Alekszej élete hátralevő részében tolókocsiba kényszerült. Tatyjana, Olga, Anasztaszija és Alekszej csak pár hét elteltével csatlakozott a család másik feléhez az uráli városban. Itt egy mérnök birtokán, az Ipatyev-házban laktak, sokkal szerényebb körülmények között. Szolgálóik nagy részét elküldték, csak alig néhányan maradhattak; s rajtuk kívül egyedül az orvos kapott engedélyt arra, hogy velük élhessen.
1918. július 17-én éjjel az őrök parancsnoka, Jakov Jurovszkij leparancsolta a családot és a velük maradottakat a pincébe, majd az osztag tüzet nyitott rájuk. A holttesteket lepedőkbe csavarták és teherautóra pakolták, majd kivitték a közeli erdőbe. Ott savval leöntötték a testeket, utána elégették, végül pedig elásták. A kivégzést elvileg legfelsőbb szintű parancs rendelte el, mivel a cárhoz hű fehér seregek vészesen közeledtek Jekatyerinburghoz.

## Emlékezete
Az 1920-as, '30-as években számos olyan ember bukkant fel, akik azt állították magukról, a kivégzett cári család megmenekült tagjai. A Romanov-család megmaradt tagjai csak keveseknek hitték el, hogy igazat mondanak; Marija Fjodorovna anyacárné, Alekszej apai nagyanyja pedig milliókat költött arra, hogy kiderítse az igazságot. A legnépszerűbb nagyhercegnő Anasztaszija lett, akivel tucatnyian próbáltak meg azonosulni. Alekszejnek több férfi is kiadta magát, többek között Alexei Poutziato, Joseph Veres, Heino Tammet, Michael Goleniewski és Vaszilij Filato. A tudósok és a cári család halálát kutatók azonban már akkor bizonyosnak látták, hogy ha Alekszej meg is menekült, vérzékenysége miatt csak nagyon rövid ideig élhetett volna családja halála után.
Jekatyerinburgban a '90-es években öt csontvázat találtak, amelyekről azt feltételezték, hogy a cári család tagjaié. A DNS-tesztek eredményei igazolták, hogy a meglelt maradványok a cári páré, valamint Olga, Tatyjana és Anasztaszija nagyhercegnőké. Marija és Alekszej teteme hiányzott, és ez számos találgatásra adott okot. 2007 augusztusának közepén azonban megtalálták a két test maradványait, amelyekről egyértelműen bizonyították, hogy Marijáé és Alekszejé.
1981-ben a külföldi orosz ortodox egyházak szent mártírokká nyilvánították II. Miklóst és Alekszandrát, gyermekeikkel együtt. 1998. július 17-én, nyolcvan évvel a cári család lemészárlása után a nekik tulajdonított csontokat újratemették a szentpétervári Péter–Pál-székesegyházban. 2000-ben pedig az orosz ortodox egyház szentté avatta az utolsó cári családot.
2005-ben a Romanov család nevében a Spanyolországban élő Marija Vlagyimirovna nagyhercegnő kérvényt nyújtott be, hogy rehabilitálják a cárt és családját, a kérvényt azonban 2007-ben elutasították. 2008-ban az ügy új fordulatot vett; az orosz legfelsőbb bíróság II. Miklóst és családját jogtiprás áldozatának ismerte el és rehabilitálta.